# Mévár
Mévár (मेवाड़ – vyslovováno mej wár) bylo království a indický knížecí stát známý také jako Udajpur, v anglickém přepisu „Mewar“, se nacházelo na jihu dnešního Rádžastánu na západě Indie. Stát se původně nazýval madhja(मध्य)-war(वाड़), což znamená „prostřední dveře do Indie“. Mévárská oblast bývala po staletí pod vládou dynastie Guhilů a Sisódijů, později se stala knížecím státem pod vládou Britů. Mewarský stát existoval v různých formách po dobu takřka 1200 let.

## Maurjové (Mórijové)
Dynastie Maurjů vládla zejména na území Čitauru and Malwa, pokládali se za následovníky Chandragupta Maurya. Chitrangad Mori postavil a také opevnil Čitaur jako jednu z 84 pevností svého panství, která sehrála v historii Méváru mnohokrát významnou úlohu.

## Guhilové
O zástupci guhilské dynastie v mewarské oblasti existují zprávy již z 6. století našeho letopočtu. Guhilové byly už tehdy považováni za nejmocnější z místních klanů, nicméně dochovaných informací z té doby je velmi málo.

### Bappa Rával
První historicky doložená postava rádžpustkého klanu Guhilů je znám jako Bappa Rával, což je ovšem spíše označení titulů a jsou nejčastěji spojovány s panovníkem Khummánou I.  Tento Bappa Rával měl podle dochovaných pramenů povahu i vystupování válečníka a ve své době měl dostatek příležitostí tyto své přednosti uplatnit, protože země byla často napadána Araby. Bappa Rával se spojil se sousedním vládcem Maan Morim a byl tak úspěšný, že se mu podařilo nejen odrazit arabské útoky, ale i obsadit území svého spojence. Tato událost je obvykle datována k roku 734 n. l. Bappa následně přenesl hlavní město guhilské dynastie do nově dobyté pevnosti Čitaur, kterou v budoucnu guhilové střídavě ztráceli a dobývali zpět. Všichni další mewarští vládci odvozovali svůj původ od tohoto Bappa Rávala alias Khummána I.

### Rozdělení Guhilů
Ve 12. století se guhilská dynastie rozdělila: členové vládnoucí dynastie nadále užívali titul rával, kdežto příslušníci druhé větve se označovali jako Sisódijové podle svého sídelního města Sisódy. Sami také užívali titul ránové.  Roku 1303 nastala zejména pro vládnoucí dynastii pohroma, když se sultán z Dillí (jménem Ala-ud-din Khilji) vyslal proti Guhilům velkou armádu. Ta pod vedením Malika Kafura guhilskou armádu drtivě porazila. Dobyla i jejich sídelní město a nejvýznamnější pevnost Čitaur, jejíž ženské osazenstvo dobrovolně spáchalo sebevraždu, než aby padlo do rukou vítězů, zatímco zbytky guhilské armády se rozptýlily v blízkém pohoří Aravali. Podle pramenů tehdejší guhilský rával Ratnasinha se poté, co dvě měsíce úspěšně vedl obranu Čitauru, vzdal a osobně před sultánem kapituloval. Nicméně rávalův zeť Lakšmanasinha odmítl pevnost vydat a následně ji bránil až do hořkého konce. 

## Sisódijové
Po ztrátě Čitauru se poraženému rávalovi podařilo uprchnout ze zajetí, znovu seskupit uprchlé bojovníky a zahájit guerillovou válku proti sultánovi. Ta byla poměrně úspěšná, protože již v polovině 14. století byly sultánovy síly z Čitauru vyhnány. Pevnost nicméně ovládl příslušník Sisódijovské větve rána Hammíra, který se stal zakladatelem novodobého knížecího státu Mévár.

### Rána Kumba
Tento rána byl významnou sisódijskou osobností (1433–1468). Za jeho vlády došlo nejen k velkému rozmachu stavební činnosti, zejména opevnění, nicméně velký význam měla i jeho podpora umění. Slavný je zejména tzv. Sloup vítězství vztyčený v Čitauru na oslavu vítězství nad sultánem Málvy. Rána Kumba byl zaražděn roku 1468 svým vlastním synem Udajou.

### Rána Sang
Byl dalším z řady významných vládců Méváru (1509–1527). Byl velmi ambiciózní a poté, co se mu podařilo vyrovnat se s nepokoji ve vlastní zemi a zejména po vítězství v bitvě nad vojskem Ibrahima Lodi, sultána z Dillí roku 1526. Následně se spojil s afghánským vládcem Báburem a pokusil se spolu s ním dobýt samotné Dillí a převzít tak vládu nad severem Indie. Nicméně vlády nad Dillí se ujal Bábur, který následně porazil v bitvě i samotného ránu Sanga. Rána Sang téhož roku byl v této bitvě těžce raněn a ještě téhož roku zemřel.

### Maharána Pratap
Tento velký rádžpútský bojovník a vládce Méváru v letech (1572–1597)  má v dějinách země čestné místo. Po smrti svého otce Udaj Singa, za jehož vlády byl Mévár včetně pevnosti Čitaur (ta byla pobořena a nesměla být obnovena) obsazen mughalskými vojsky, pokračoval po vzoru svého otce v protimughalském odboji. S mughalskou armádou svedl roku 1576 významnou bitvu u Haldighati, ve které byl těžce raněn a podle pověsti ho zachránil jeho kůň Četák, který ho již v bezvědomí vynesl z bitevní vřavy. Maharána Pratap i Četák jsou dodnes pro místní obyvatele legendami.

## Ztráta nezávislosti
Odboj maharány Pratapa Sinha přenesly přes všechny oběti výsledky pouze sporné a Pratapův syn Amar Sinh roku 1614 před Mughaly kapituloval.  Mévár tehdy ztratil nezávislost a stal se součástí Mughalské říše, nicméně výměnou za kapitulaci si Sisódijové udrželi vládnoucí pozici a Mévaár si udržel do značné míry autonomii. Od začátku 19. století žádal Mévár opakovaně Brity o ochranu před útoky sousedních států. Roku 1818 byly tyto žádosti vyslyšeny a Mévár se stal součástí Britské Indie. Tento stav trval až do roku 1947, kdy se Mévár stal součástí nově vznikajícího státu Indie, ve kterém byl začleněn do svazového státu Rádžastán.

## Historické vlajky Méváru

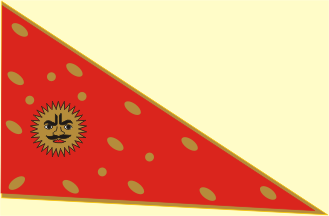
1720
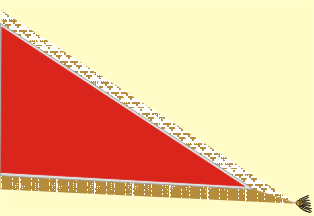
1720–1820
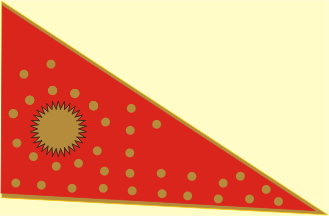
1727
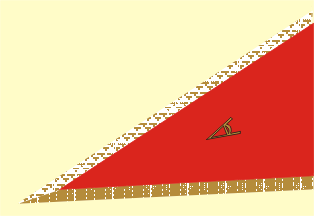
1754
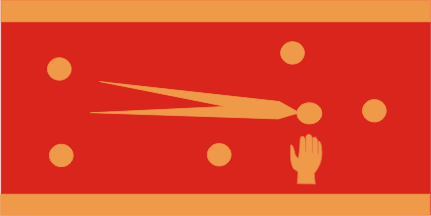
1754
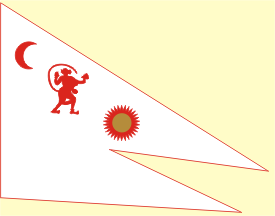
1802
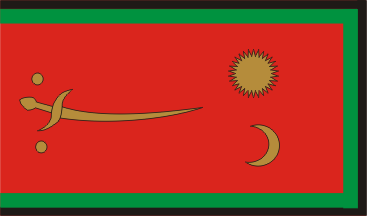
1802
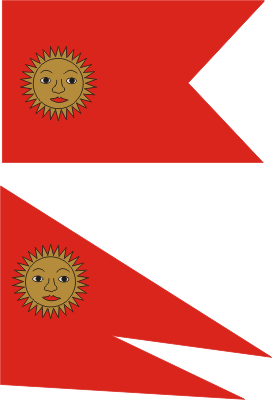
1874 (dvě verze)
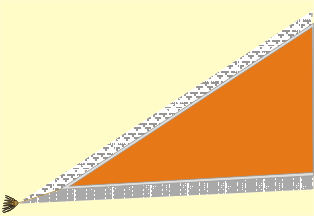
1901
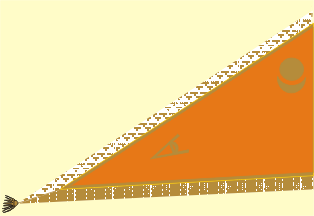
1901
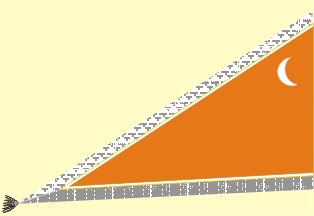
1925